# Élections législatives de 1962 dans le Cantal
Les élections législatives françaises de 1962 se déroulent les 18 et 25 novembre 1962. Dans le département du Cantal, deux députés sont à élire dans le cadre de deux circonscriptions.

## Élus
| Circonscription | Député sortant   | Parti | Parti | Député élu ou réélu | Parti | Parti   |
| --------------- | ---------------- | ----- | ----- | ------------------- | ----- | ------- |
| 1re             | Augustin Chauvet |       | CR    | Augustin Chauvet    |       | CR      |
| 2e              | Jean Sagette     |       | UNR   | Jean Sagette        |       | UNR-UDT |

## Résultats

### Résultats à l'échelle du département
| Parti          | Parti                                          | Premier tour | Premier tour | Second tour | Second tour | Sièges |
| Parti          | Parti                                          | Voix         | %            | Voix        | %           | Sièges |
| -------------- | ---------------------------------------------- | ------------ | ------------ | ----------- | ----------- | ------ |
|                | Centre républicain                             | 19 699       | 31,57        |             |             | 1      |
|                | Centre national des indépendants et paysans    | 5 489        | 8,80         | 8 453       | 24,92       | 0      |
|                | Mouvement républicain populaire                | 4 851        | 7,77         | Retrait     | Retrait     | 0      |
|                | Centre démocratique                            | 30 039       | 48,14        | 8 453       | 24,92       | 1      |
|                |                                                |              |              |             |             |        |
|                | Union pour la nouvelle République (UDT)        | 13 318       | 21,34        | 19 492      | 57,45       | 1      |
|                | Majorité présidentielle                        | 13 318       | 21,34        | 19 492      | 57,45       | 1      |
|                |                                                |              |              |             |             |        |
|                | Parti communiste français                      | 9 714        | 15,57        | 5 981       | 17,63       | 0      |
|                | Section française de l'Internationale ouvrière | 9 332        | 14,95        | Retrait     | Retrait     | 0      |
|                |                                                |              |              |             |             |        |
| Inscrits       | Inscrits                                       | 112 199      | 100,00       | 54 671      | 100,00      | 2      |
| Abstentions    | Abstentions                                    | 47 086       | 41,97        | 20 017      | 36,61       |        |
| Votants        | Votants                                        | 65 113       | 58,03        | 34 654      | 63,39       |        |
| Blancs et nuls | Blancs et nuls                                 | 2 710        | 4,16         | 728         | 2,1         |        |
| Exprimés       | Exprimés                                       | 62 403       | 95,84        | 33 926      | 97,9        |        |

### Résultats par circonscription

#### Première circonscription (Aurillac)
|                | Augustin Chauvet sortant réélu | CR             | 19 699 | 61,05  |  |  |  |
|                | Germain Guibert                | SFIO           | 6 724  | 20,84  |  |  |  |
|                | Léon Chancel                   | PCF            | 5 846  | 18,12  |  |  |  |
|                |                                |                |        |        |  |  |  |
| Inscrits       | Inscrits                       | Inscrits       | 57 524 | 100,00 |  |  |  |
| Abstentions    | Abstentions                    | Abstentions    | 23 154 | 40,25  |  |  |  |
| Votants        | Votants                        | Votants        | 34 370 | 59,75  |  |  |  |
| Blancs et nuls | Blancs et nuls                 | Blancs et nuls | 2 101  | 6,11   |  |  |  |
| Exprimés       | Exprimés                       | Exprimés       | 32 269 | 93,89  |  |  |  |

#### Deuxième circonscription (Saint-Flour - Mauriac)
| Candidat       | Candidat                   | Parti          | Premier tour | Premier tour | Second tour | Second tour |  |
| Candidat       | Candidat                   | Parti          | Voix         | %            | Voix        | %           |  |
| -------------- | -------------------------- | -------------- | ------------ | ------------ | ----------- | ----------- |  |
|                | Jean Sagette sortant réélu | UNR-UDT        | 13 318       | 44,2         | 19 492      | 57,45       |  |
|                | Roger Besse                | CNIP           | 5 489        | 18,22        | 8 453       | 24,92       |  |
|                | Richard Chaput             | MRP            | 4 851        | 16,1         | Retrait     | Retrait     |  |
|                | Louis Taurant              | PCF            | 3 868        | 12,84        | 5 981       | 17,63       |  |
|                | Henri Bardy                | SFIO           | 2 608        | 8,65         | Retrait     | Retrait     |  |
|                |                            |                |              |              |             |             |  |
| Inscrits       | Inscrits                   | Inscrits       | 54 675       | 100,00       | 54 671      | 100,00      |  |
| Abstentions    | Abstentions                | Abstentions    | 23 932       | 43,77        | 20 017      | 36,61       |  |
| Votants        | Votants                    | Votants        | 30 743       | 56,23        | 34 654      | 63,39       |  |
| Blancs et nuls | Blancs et nuls             | Blancs et nuls | 609          | 1,98         | 728         | 2,1         |  |
| Exprimés       | Exprimés                   | Exprimés       | 30 134       | 98,02        | 33 926      | 97,9        |  |